# Межа (Витебская область)
Межа́ (белор. Мяжа́) — агрогородок (до 2009 — деревня) в Городокском районе Витебской области Белоруссии. В деревне находится управление Межанского сельсовета.

## География
Расположена примерно в 36 км к северо-востоку от города Городок, на берегу реки Ловать, около озёр Межа и Сосно.
Около Межи на правом берегу реки Ловать находится археологический памятник — стоянка эпохи неолита.

## История
Впервые упоминается в письменных источниках с XVI века как государственная собственность в Витебском уезде Витебского воеводства Великого княжества Литовского. В конце XVII века село Межа в Суражском уезде Полоцкой губернии, с 1814 г. имение в собственности помещиков Глинских. В 1850 г. в имении действовали ветровая мельница, мельница с конной тягой и винзавод. В конце XIX-начале XX в. имение в Зайковской волости Городокского уезда Витебской губернии. В 1885 году в имении действовали церковь и винзавод. С 17 июля 1924 по 8 июля 1931 г. деревня являлась центром Межанского района.  С 20.08.1924 г. Межа центр сельсовета в Межанском районе (с 08.07.1931 и с 25.12.1962 г. в Городокском районе, с 12.02.1935 г. в Меховском районе, с 18.03.1938 в Езерищенском районе). В 1926 году в деревнях Межа-1 и Межа-2 действовали 2 столярные и 2 сапожные кустарные мастерские, бакалейная лавка, кузница, сельскохозяйственная артель «граница», изба-читальня, с 1927 г. нефтяная мельница.
С 1932 года в Меже действовали льнозавод и сапожная мастерская «гигант». Во время Великой Отечественной войны деревня находилась на оккупированной территории с июля 1941 г. Освобождена в декабре 1943 г. Деревня являлась центром совхоза имени А. Я. Козлова. В 1980 году в Меже действовал народный ансамбль песни и танца «Молодость».

## Население
- 1999 год — 517 человек
- 2010 год — 401 человек[6]
- 2019 год — 316 человек[1]

## Культура
- Музей ГУО «Меженская средняя школа имени А. Е. Козлова»

## Достопримечательность
- Около Межы расположено поселение (3-е тыс. до н. э.) и 2 курганных могильника
- Языческие курганы
- Братские могилы советских воинов и партизан, погибших во время Великой Отечественной войны
- Храм Святителя Николая Чудотворца

### Памятник, скульптура
- Памятник на могиле Героя Советского Союза А. Е. Козлова.
- Памятник землякам, погибшим в годы Великой Отечественной войны. Установлен в 1971 году.